# Посёлок санатория «Каменка»
Посёлок санатория «Каменка» — поселок в Высокогорском районе Татарстана. Входит в состав Красносельского сельского поселения.

## География
Находится в северо-западной части Татарстана на расстоянии приблизительно 2 км на восток-северо-восток по прямой от районного центра поселка Высокая Гора.

## История
Основан в 1930-х годах при противотуберкулезном санатории.

## Население
Постоянных жителей было: в 1938 году- 183, в 1949—136, в 1958—281, в 1970—284, в 1989—182, 285 в 2002 году (русские 50 %, татары 46 %), 133 в 2010.

## Здравоохранение
Республиканский клинический противотуберкулёзный диспансер.